# بلوروس-الکساندروفکا
بلوروس-الکساندروفکا (به لاتین: Belorus-Alexandrovka) یک منطقهٔ مسکونی در روسیه است که در باشقیرستان واقع شده‌است.